# Карашар
Карашар (що означає «чорне місто») або Яньці (焉耆 Yān-qí) — давнє буддійське місто-держава, яке стояло біля північної кромки пустелі Такла-Макан, за 24 км від озера Баграш-куль, між оазами Гаочан (на схід), Куча (на захід) і Корла (на південь).

## Карашарське князівство
У I столітті удар по Карашару завдав ханський воєначальник Бань Чао. У середині V столітті налаштовані проти буддизму китайці зробили ще один напад на Карашарське князівство, як про те оповідає Л. Н. Гумільов: «У ту епоху Карашар був князівством, яке мало у своєму складі дев'ять оаз. Його володар носив титул лун. Карашарці були не проти пограбувати китайські посольства, але, найголовніше, були справжніми буддистами. Поява військ заклятого ворога буддизму загрожувала їм дуже важкими наслідками, і вони зважилися на опір. Спочатку Ван Ду-Гуї взяв фортеці Цзохо і Халгаамань і осадив Юаньцюй. Лун Гюхубіна зібрав 50 тис. чоловік (явне перебільшення) і спробував організувати оборону. Ван Ду-Гуї зважився на лобовий удар. У рукопашній табгачі здобули повну перемогу. Карашарці розсіялися, столиця здалася, а Лун Гюхубіна поскакав в Кучу.»
Карашарські правителі намагалися підтримувати дружні відносини з сусідніми оазами, щоб разом протистояти як степовикам, так і китайцям. Через їхнє місто проходив північний маршрут Великого Шовкового шляху і приносив значні економічні вигоди. У VII ст. Карашарське князівство увійшло до складу в Танської імперії, а місцеві жителі (індоєвропейці-юечжі) розчинилися в середовищі тюркомовних сусідів.

## Сучасний повіт
В даний час Яньці-Хуейський автономний повіт — складова Сінцзян-Уйгурського автономного району КНР. Площа 2429 км². Населення 120 тис. жителів (2002).
| Китай | Це незавершена стаття з географії КНР. Ви можете допомогти проєкту, виправивши або дописавши її. |